# USS Brough (DE-148)
USS Brough (DE-148) là một tàu hộ tống khu trục lớp Edsall từng phục vụ cùng Hải quân Hoa Kỳ trong Chiến tranh Thế giới thứ hai. Nó là chiếc tàu chiến duy nhất của Hải quân Hoa Kỳ được đặt cái tên này, theo tên Trung úy Hải quân David Atkins Brough (1914-1942), phi công phục vụ cùng Liên đội Tuần tra 42 tại khu vực Alaska và quần đảo Aleut, được tặng thường Huân chương Không quân nhưng tử nạn sau một phi vụ trinh sát. Nó đã phục vụ cho đến khi chiến tranh kết thúc, xuất biên chế năm 1946, nhưng được cho hoạt động trở lại từ năm 1951 đến năm 1965. Cuối cùng con tàu bị bán để tháo dỡ vào năm 1966. Brough được tặng thưởng một Ngôi sao Chiến trận do thành tích phục vụ trong Thế Chiến II, và sau này thêm hai Ngôi sao Chiến trận khác khi hoạt động tại Nam Cực.

## Thiết kế và chế tạo
Lớp Edsall có thiết kế hầu như tương tự với lớp Cannon dẫn trước; khác biệt chủ yếu là ở hệ thống động lực Kiểu FMR do được trang bị động cơ diesel Fairbanks-Morse dẫn động qua hộp số giảm tốc đến trục chân vịt. Đây là cấu hình động cơ được áp dụng rộng rãi trên tàu ngầm, được chứng tỏ là có độ tin cậy cao hơn so với lớp Cannon.
Vũ khí trang bị bao gồm ba pháo 3 in (76 mm)/50 cal trên tháp pháo nòng đơn có thể đối hạm hoặc phòng không, một khẩu đội pháo phòng không Bofors 40 mm nòng đôi và tám pháo phòng không Oerlikon 20 mm. Vũ khí chống ngầm bao gồm một dàn súng cối chống tàu ngầm Hedgehog Mk. 10 (có 24 nòng và mang theo 144 quả đạn); hai đường ray Mk. 9 và tám máy phóng K3 Mk. 6 để thả mìn sâu. Con tàu vẫn giữ lại ba ống phóng ngư lôi Mark 15 21 inch (533 mm), và được trang bị radar SC dò tìm không trung và mặt biển. Thủy thủ đoàn đầy đủ bao gồm 186 sĩ quan và thủy thủ.
Brough được đặt lườn tại xưởng tàu của hãng Consolidated Steel Corporation ở Orange, Texas vào ngày 22 tháng 1, 1943. Nó được hạ thủy vào ngày 10 tháng 4, 1943, được đỡ đầu bởi bà Jack Bell, chị của Trung úy Brough, và nhập biên chế cùng Hải quân Hoa Kỳ vào ngày 18 tháng 9, 1943 dưới quyền chỉ huy của Hạm trưởng, Thiếu tá Hải quân Kenneth James Hartley.

## Lịch sử hoạt động

### 1943 - 1946

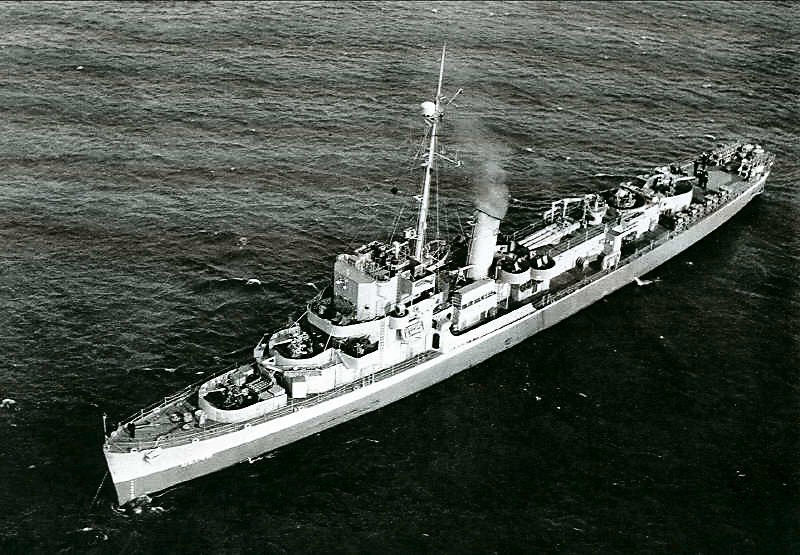
USS Brough (DE-148), khoảng năm 1944.

Sau khi hoàn tất việc chạy thử máy huấn luyện tại vùng biển Caribe, Brough bắt đầu đảm nhiệm vai trò hộ tống cho những đoàn tàu vận tải vượt Đại Tây Dương sang các cảng Bắc Phi và Châu Âu. Trong gần hai năm tham gia hoạt động trong khuôn khổ Trận Đại Tây Dương, nó đã vượt đại dương 24 lần mà không để tổn thất một tàu buôn Đồng Minh nào, và trong năm lần đã bắt được tín hiệu sonar nghi ngờ là tàu ngầm U-boat đối phương, và đã tấn công các mục tiêu nghi ngờ với tổng cộng 200 mìn sâu và 372 quả đạn súng cối chống tàu ngầm Hedgehog, nhưng đều không có kết quả.
Xen kẻ giữa các chuyến đi, Brough vào ụ tàu để sửa chữa những hư hại trong chuyến đi, được đại tu, bảo trì và nâng cấp. Dàn vũ khí được trang bị ban đầu bao gồm ba pháo 3-inch/50-caliber, một khẩu đội Bofors 40 mm phòng không nòng đôi, tám pháo Oerlikon 20 mm phòng không cùng bốn ống phóng ngư lôi; nhưng do xu hướng trong chiến tranh dần chuyển sang chống không kích, các ống phóng ngư lôi được tháo dỡ, và bổ sung thêm một khẩu đội 40 mm nòng đôi và một khẩu đội 40 mm bốn nòng, và thêm hai nòng pháo 20 mm phòng không.
Sau khi chiến tranh kết thúc tại Châu Âu, và cuối cùng Nhật Bản chấp nhận đầu hàng vào ngày 15 tháng 8, 1945, giúp chấm dứt vĩnh viễn cuộc xung đột, Brough được cho xuất biên chế tại Green Cove Springs, Florida vào ngày 22 tháng 3, 1946, và được đưa về Hạm đội Dự bị Đại Tây Dương.

### 1951 - 1965

#### Phục vụ cùng Hạm đội Đại Tây Dương
Sau khi Chiến tranh Triều Tiên bùng nổ vào ngày 25 tháng 6, 1950, Hải quân Hoa Kỳ lâm vào tình trạng thiếu hụt tàu chiến sẵn sàng hoạt động, và phải huy động những chiếc đang bị bỏ không trong thành phần dự bị. Brough được đại tu bởi hãng Merrill-Stevens Shipyard tại Jacksonville, Florida, rồi được cho tái biên chế trở lại vào ngày 7 tháng 9, 1951 dưới quyền chỉ huy của Hạm trưởng, Thiếu tá Hải quân Harry Joseph Hulings. Con tàu trình diện để phục vụ cùng Hạm đội Đại Tây Dương.
Vào mùa Thu năm 1952, Brough tham gia cuộc tập trận phối hợp của Khối NATO tại Đại Tây Dương, rồi sau đó ghé viếng thăm nhiều cảng Châu Âu, bao gồm Bergen, Na Uy; Greenock, Scotland; Cherbourg, Pháp; cùng nhiều cảng vùng biển Caribe. Quay trở về vào tháng 11, con tàu được đại tu tại Xưởng hải quân Philadelphia cho đến cuối tháng 2, 1953. Sau khi hoàn tất chạy thử máy sau đại tu trong một tuần, nó lên đường đi vịnh Guantánamo, Cuba để huấn luyện ôn tập.
Sau khi ở lại Newport, Rhode Island một thời gian ngắn, Brough lên đường đi Key West, Florida vào đầu tháng 6, nơi nó phục vụ cùng Trường Sonar Hạm đội cho đến cuối tháng 8. Nó hoạt động chủ yếu như một tàu thực hành dành cho việc huấn luyện sonar cho sĩ quan và thủy thủ. Sau khi quay trở về con tàu neo đậu cặp bên mạn tàu tiếp liệu khu trục Yosemite (AD-19) để được bảo trì. Tuy nhiên do việc máy phát điện của động cơ chính cần được đại tu, chiếc tàu hộ tống khu trục được gửi đến Xưởng hải quân Portsmouth tại Kittery, Maine để sửa chữa.
Vào tháng 11, 1953, trong vai trò soái hạm của Tư lệnh Hải đội Hộ tống 14, Brough tham gia cuộc Tập trận Spring Board tại vùng biển Caribe, và viếng thăm các cảng San Juan, Puerto Rico; Ciudad Trujillo, Cộng hòa Dominica; và Saint Thomas, quần đảo Virgin. Nó quay trở về Newport vào tháng 12 cho dịp nghỉ lễ Giáng Sinh, và ở lại cảng này cho đến tháng 3, 1954, khi nó được điều đến đến Key West cho đến tháng 7 cho một lượt phục vụ huấn luyện chống tàu ngầm. Sang tháng 8, nó cùng các tàu hộ tống khu trục Huse (DE-145), Blair (DE-147) và Maurice J. Manuel (DE-351) thực hiện một chuyến đi đến Newfoundland, nơi họ thực hành huấn luyện cùng tàu ngầm trong ba tuần.
Quay trở về vào giữa tháng 9, Brough chuẩn bị cho một cuộc tập trận phối hợp hạm đội tiếp theo. Nó cùng hải đội khởi hành vào ngày 20 tháng 10 để tham gia cuộc Tập trận LANTFLEX 1-55, đảm nhiệm hộ tống một đoàn tàu vận tải đi Labrador, rồi tuần tra chống tàu ngầm, và bảo vệ cho một lực lượng đổ bộ lên bờ biển North Carolina. Khi cuộc tập trận kết thúc, nó quay trở về Newport vào ngày 20 tháng 11, rồi đi đến Xưởng hải quân Boston để đại tu và cải tiến thiết bị từ tháng 2 đến ngày 30 tháng 4, 1955. Sang tháng 5, con tàu được bảo trì tại Xưởng hải quân Portsmouth ở Maine, huấn luyện trong ba tuần tại Newport trong tháng 6. Nó khởi hành từ Norfolk, Virginia vào ngày 9 tháng 7 cho một chuyến đi thực tập mùa Hè dành cho học viên sĩ quan, đưa họ đến Edinburgh, Scotland; Copenhagen, Đan Mạch; và vịnh Guantánamo, Cuba, hoàn tất chuyến đi khi quay trở về Norfolk vào ngày 3 tháng 9.
Sau khi được bảo trì trong hai tuần tại Newport, Brough đi đến Key West, Florida vào ngày 25 tháng 9 để phục vụ như tàu huấn luyện cho Trường Sonar Hạm đội. Khi quay trở lại Newport vào tháng 11, nó được bảo trì trong hai tuần cặp bên mạn tàu tiếp liệu khu trục Yosemite (AD-19) trước khi huấn luyện ôn tập trong hai tuần ngoài khơi Newport. Sau một kỳ nghỉ và một đợt huấn luyện khác ngoài khơi Newport, nó tiếp tục được Yosemite bảo trì trong mười ngày từ ngày 30 tháng 1, 1956. Sáng sớm ngày 13 tháng 2, nó cùng Hải đội Hộ tống 14 lên đường đi Key West, nơi nó tiếp tục phục vụ cho Trường Sonar Hạm đội từ ngày 20 tháng 2 đến ngày 30 tháng 3. Con tàu lại huấn luyện ngoài khơi Newport trong tháng 4, rồi tham gia các cuộc Tập trận CONVEX và HOURGLASS trong tháng 5 và tháng 6. Sau ba tuần được bảo trì, nó đi đến Portsmouth, New Hampshire để chuẩn bị tham gia vào các Chiến dịch Deep Freeze.

#### Các chiến dịch Deepfreeze
Rời Newport, Rhode Island vào ngày 4 tháng 9, Brough gia nhập Lực lượng Đặc nhiệm 43 để tham gia Chiến dịch DEEPFREEZE II. Nó di chuyển độc lập qua kênh đào Panama và đi đến Dunedin, New Zealand một tháng sau đó. Từ tháng 10, 1956 đến tháng 3, 1957, nó hoạt động từ căn cứ đến vị trí canh phòng được chỉ định tại 57°00′N 170°00′Đ / 57°N 170°Đ, làm nhiệm vụ quan trắc thời tiết, thông tin liên lạc và tìm kiếm-giải cứu, luân phiên những giai đoạn 5-6 ngày trong cảng và 19-21 ngày ngoài biển. Nó thường xuyên liên lạc với đảo Campbell, New Zealand.
Lên đường vào ngày 2 tháng 3, 1957 để quay trở về Hoa Kỳ, Brough ghé đến Callao, Peru, trên đường đi và có chặng dừng ngắn tại Newport, Rhode Island trước khi đi đến Xưởng hải quân Boston vào ngày 8 tháng 5; con tàu được sửa chữa nhằm chuẩn bị cho lượt hoạt động tiếp theo. Khi công việc hoàn tất vào tháng 7, nó quay trở lại Newport để tiếp tục chuẩn bị, được bảo trì cặp bên mạn tàu tiếp liệu khu trục Yellowstone (AD-27) từ ngày 19 đến ngày 23 tháng 8, rồi khởi hành từ Newport vào ngày 26 tháng 8 để tiếp tục tham gia Chiến dịch DEEPFREEZE III.
Lặp lại hành trình ngang qua kênh đào Pananma, Brough đi đến Dunedin vào ngày 25 tháng 9. Trong Chiến dịch DEEPFREEZE III, nó đã thực hiện năm chuyến đi đến vị trí canh phòng được chỉ định tại 61°00′N 170°00′Đ / 61°N 170°Đ, trong đó một chuyến đã đưa nó vượt vòng Nam Cực vào ngày 5 tháng 2, 1958, là một sự kiện diễn ra lần đầu tiên đối với một tàu hộ tống khu trục. Con tàu đôi khi phải chịu đựng sức gió lên đến 75 kn (139 km/h) nhưng không bị hư hại gì đáng kể. Nó rời Dunedin vào tháng 3 và về đến Newport vào ngày 2 tháng 4. Trong tháng 4, thủy thủ đoàn được nghỉ phép trong khi con tàu được bảo trì trước khi chuyển đến cảng nhà mới Key West, Florida. Nó hoạt động cùng Trường Sonar Hạm đội trong giai đoạn từ ngày 5 tháng 5 đến ngày 21 tháng 7; cũng trong thời gian này Hải đội Hộ tống 14 bị giải tán và nó được điều về Đội khu trục 601.
Từ ngày 21 tháng 7 đến ngày 22 tháng 8, Brough được chuẩn bị cho lượt hoạt động tiếp theo, rồi khởi hành vào ngày 23 tháng 8 để tiếp tục tham gia Chiến dịch DEEPFREEZE IV trong thành phần Lực lượng Đặc nhiệm 43. Đi đến Dunedin vào ngày 22 tháng 9, nó lập tức làm nhiệm vụ quen thuộc tại trạm canh phòng giữa New Zealand và Châu Nam Cực. Trong giai đoạn từ ngày 23 tháng 8 đến ngày 19 tháng 11, con tàu trải qua 78 ngày ngoài biển và chỉ có tám ngày trong cảng. Khi nó rời Dunedin lần cuối cùng vào ngày 7 tháng 2, 1959, khoảng 4.000 cư dân thành phố đã có mặt lúc nó lên đường, thể hiện mối quan hệ tốt đẹp giữa con tàu và cộng đồng địa phương.

#### Phục vụ tại Đại Tây Dương
Hành trình quay trở về Key West đã khiến Brough trở thành chiếc tàu khu trục hộ tống đầu tiên đi một mình vòng quanh thế giới. Trong hơn hai tháng tiếp theo nó đã viếng thăm Perth, Australia; Colombo, Ceylon; Aden, Yemen; Athens, Hy Lạp; Naples, Ý; Cannes, Pháp; Barcelona, Tây Ban Nha và Gibraltar. Về đến vào ngày 14 tháng 4, con tàu được bảo trì và nghỉ ngơi, rồi lên đường vào ngày 22 tháng 5, đi đến ngoài khơi Puerto Rico để phục vụ cho việc phóng thí nghiệm tên lửa Jupiter đưa hai chú khỉ Alfa và Bravo lên không gian trong chuyến bay dưới quỹ đạo; hạm trưởng của Brough là người chỉ huy việc thu hồi tàu không gian. Sau đó con tàu được đại tu tại Key West từ ngày 1 tháng 7 đến ngày 29 tháng 9, rồi phục vụ cho hoạt động huấn luyện của Trường Sonar Hạm đội tại Key West, Florida. Vai trò này được nó thực hiện cho đến hết quãng đời phục vụ, chỉ tạm dừng cho những lượt đại tu, bảo trì và huấn luyện.
Sau khi trải qua một giai đoạn huấn luyện ôn tập tại vịnh Guantánamo, Cuba từ ngày 17 tháng 10 đến ngày 24 tháng 11, Brough được hưởng kỳ nghỉ cuối năm tại cảng nhà trước khi tiếp tục phục vụ cùng Trường Sonar Hạm đội tại Key West. Nó đã đi đến Charleston, South Carolina để được bảo trì từ ngày 29 tháng 2 đến ngày 10 tháng 3, 1960; rồi trong giai đoạn từ ngày 14 đến ngày 31 tháng 5 lại được bảo trì cặp bên mạn tàu tiếp liệu khu trục Sierra (AD-18), và viếng thăm Tampa, Florida vào ngày 4 tháng 7. Đến cuối tháng 8, nó ghé viếng thăm Fort Lauderdale, Florida trước khi đi đến Norfolk, Virginia để được sửa chữa cặp bên mạn tàu sửa chữa Amphion (AR-13). Từ ngày 8 đến ngày 12 tháng 10, chiếc tàu hộ tống hoạt động huấn luyện tại vịnh Guantánamo, Cuba, rồi được nghỉ phép tại vịnh Montego, Jamaica. Nó lại có một lượt bảo trì cặp bên mạn Sierra từ ngày 14 tháng 11 đến ngày 1 tháng 12.
Khởi hành vào ngày 7 tháng 2, 1961, Brough đã viếng thăm Nassau, Bahamas trong ba ngày, rồi đi đến Norfolk, Virginia để được sửa chữa cặp bên mạn tàu sửa chữa Tutuila (ARG-4) từ ngày đến ngày 13 đến ngày 24 tháng 2. Nó viếng thăm Miami, Florida vào cuối tháng 4, rồi được sửa chữa tại Căn cứ Không lực Hải quân Key West từ ngày 1 đến ngày 12 tháng 5, có thêm một lượt ghé đến Miami từ ngày 14 đến ngày 16 tháng 7, và đi đến Boston, Massachusetts vào tháng 8, 1962 trước khi cùng tàu hộ tống khu trục Hissem (DE-400) đi đến vùng biển Cuba vào tháng 9. Con tàu đã tham gia vào lực lượng hải quân tiến hành "cô lập hàng hải" Cuba nhân vụ Khủng hoảng tên lửa Cuba vào tháng 10, 1962.
Brough được cho xuất biên chế vào ngày 30 tháng 6, 1965. Tên nó được cho rút khỏi danh sách Đăng bạ Hải quân vào ngày 1 tháng 11, 1965, và con tàu bị bán cho hãng Buyer Boston Metals Co. tại Baltimore, Maryland để tháo dỡ vào ngày 13 tháng 10, 1966.

## Phần thưởng
Brough được tặng thưởng một Ngôi sao Chiến trận do thành tích phục vụ trong Thế Chiến II, và thêm hai Ngôi sao Chiến trận khác khi phục vụ tại Nam Cực.
|             |                           |  |
|             | Bronze star               |  |
| Bronze star | Bronze star · Bronze star |  |

| Huân chương Viễn chinh Hải quân                                 |                                                                              |                                           |
| Huân chương Chiến dịch Hoa Kỳ                                   | Huân chương Chiến dịch Châu Âu-Châu Phi-Trung Đông với 1 Ngôi sao Chiến trận | Huân chương Chiến thắng Thế Chiến II      |
| Huân chương Phục vụ Phòng vệ Quốc gia với 1 Ngôi sao Chiến trận | Huân chương Phục vụ Nam Cực với 2 Ngôi sao Chiến trận                        | Huân chương Viễn chinh Lực lượng Vũ trang |